# پسیلاتوس
پسیلاتوس (به لاتین: Psyllatos) یک منطقهٔ مسکونی در قبرس شمالی است که در ناحیه غازی ماغوسا واقع شده‌است.